# Sylvie Goy-Chavent
Sylvie Goy-Chavent, née Sylvie Chavent le 23 mai 1963 à Dunkerque (Nord), est une femme politique française. Elle est sénatrice de l'Ain depuis 2008.

## Biographie

### Élue locale
Enseignante de profession, elle entre en politique lors des élections municipales de 1989 en devenant conseillère municipale de Cerdon. Elle devient maire de cette commune lors des élections municipales de 1995. Elle est également secrétaire de l'Association des maires ruraux de l'Ain et vice-présidente de la communauté de communes Bugey-Vallée de l'Ain, devenue communauté de communes Rives de l'Ain - Pays du Cerdon.
Élue conseillère régionale d'Auvergne-Rhône-Alpes lors des élections régionales de 2015, elle prend la présidence du groupe UDI au conseil régional en janvier 2016.

### Sénatrice
Lors de primaires internes, elle est choisie comme candidate de la droite et du centre droit pour les élections sénatoriales de 2008 dans l'Ain. À l’issue du scrutin sénatorial, elle est la seule élue de droite dans un département où la candidature de Charles Millon a provoqué de profondes divisions dans la majorité. Elle prend ses fonctions le 1er octobre 2008.
Elle siège à la commission pour la Culture, l'Éducation et la Communication et exerce la fonction de vice-présidente de la délégation pour l'Égalité des chances entre les hommes et les femmes. En 2011, elle est élue vice-présidente de la Délégation aux droits des femmes et de l’égalité des chances entre les hommes et les femmes.

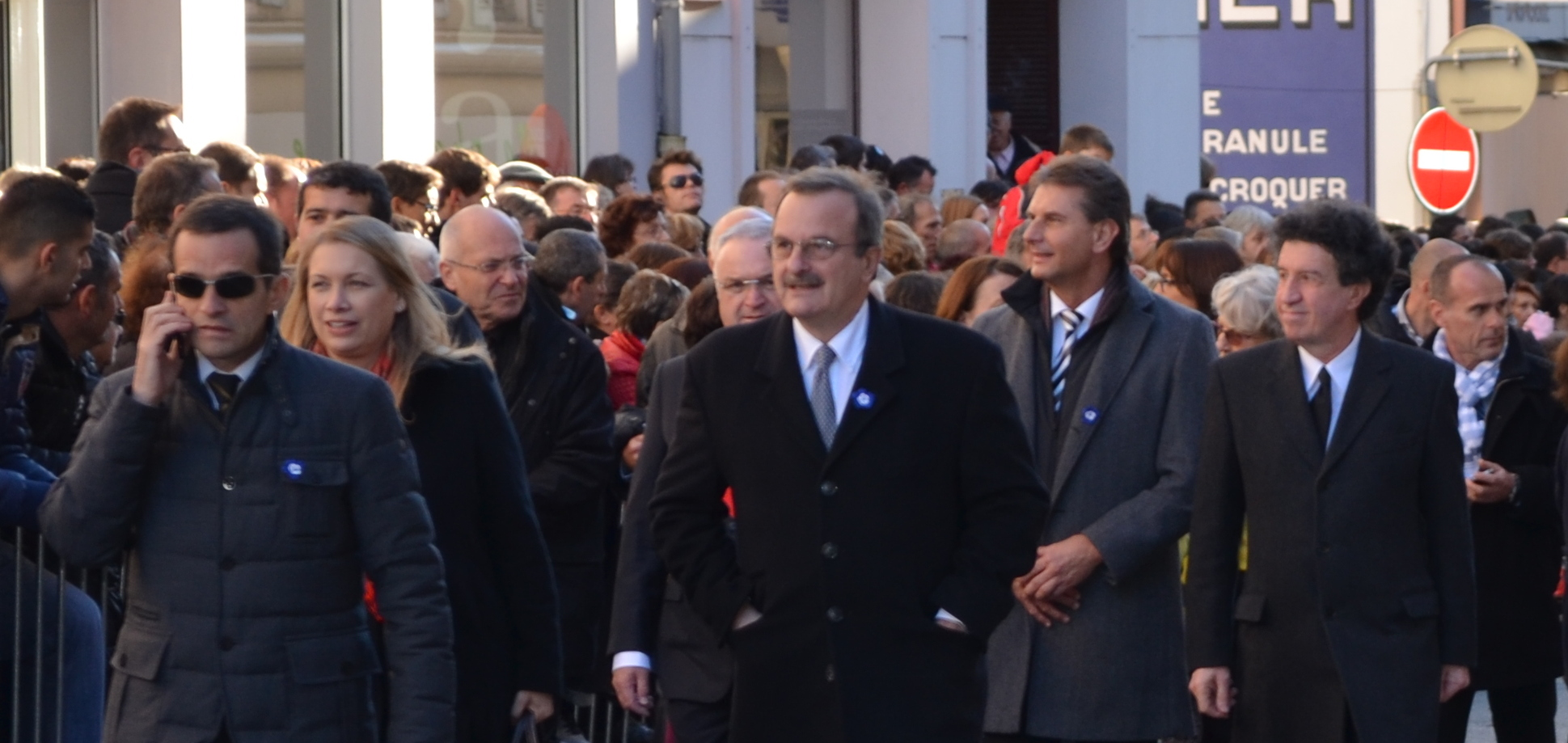
Sylvie Goy-Chavent (à gauche) lors du du défilé du 11 novembre 1943 à Oyonnax.

En décembre 2012, elle publie dans Le Parisien une pleine page de publicité demandant au président François Hollande de respecter ses promesses de campagne concernant l'étiquetage des viandes halal et casher qui alimentent la restauration et les commerces de détail « au mépris des principes républicains de laïcité ». Rapporteuse de la mission sénatoriale d'information sur la filière viande, elle présente en juillet 2013 les propositions de la commission, qui comprennent notamment l'étiquetage des viandes issues des filières d'abattage rituel halal et casher. En réaction, le webzine d’opinion israélien JSSNews publie un article la qualifiant d'antisémite, tandis que des commentateurs et internautes la menacent de mort,. Elle porte alors plainte,,.
Lors de l'élection présidentielle française de 2022, elle accorde son parrainage à Éric Zemmour, tout en précisant ne pas le soutenir.

### Membre de l’UDI puis de LR
Proche de Jean-Louis Borloo et membre du Parti radical, elle participe à la création de l'Union des démocrates et indépendants.
Lors de la primaire présidentielle des Républicains de 2016, elle soutient Nicolas Sarkozy au premier tour puis François Fillon au second. À la suite des élections européennes de 2019 et de l'appel de Gérard Larcher à rassembler la droite et le centre, elle quitte l’UDI pour adhérer aux Républicains (LR). Elle adhère ensuite au groupe LR au Sénat,.

## Détail des mandats et fonctions
- 19 mars 1989 – 18 juin 1995 : conseillère municipale de Cerdon (Ain).
- 19 juin 1995 – 18 juin 2017 : maire de Cerdon.
- Depuis le 1er octobre 2008 : sénatrice de l’Ain.
- Depuis le 13 décembre 2015 : conseillère régionale d'Auvergne-Rhône-Alpes.
- Depuis le 5 octobre 2017 : vice-présidente de la commission des Affaires étrangères, de la Défense et des Forces armées du Sénat.